# Antoine Grimaldi (mort en 1358)
Ne doit pas être confondu avec Antoine de Monaco (règne en 1352-1357), Antoine Grimaldi de Monaco, Antoine de Monaco, Antoine Grimaldi (1697-1784) ou Antonio Grimaldi Cebà.
Pour les articles homonymes, voir Antoine de Monaco et Antoine Grimaldi.
L'amiral Antoine Grimaldi (1269-1358) est un patricien génois appartenant à la maison Grimaldi, qui obtiendra la souveraineté sur Monaco.

## Biographie
À la tête de cette puissante famille, Antoine et son cousin Charles (+1357, issu de la branche de Monaco) prennent le parti des Angevins pour lesquels ils lèvent armées et flottes.
À la suite des luttes intestines à Gênes, le doge Simone Boccanegra les pousse à l'exil. Ils se lancent alors dans l'acquisition de terres et domaines dans la région de Nice et Monaco, où ils poursuivent leurs activités politiques et militaires.
En 1332, il ravage les côtes de la Catalogne qui avait provoqué sa patrie. 
L'amiral Antoine Grimaldi reçoit en 1353 le commandement de la flotte génoise contre les Vénitiens et les Aragonais, et est sévèrement défait par un ennemi supérieur en nombre lors de la bataille d'Alghero.
Antoine est à l'origine de la branche d'Antibes des Grimaldi, établie en 1384 par ses fils Luc et Marc.

## Armoiries
| Blason | Blasonnement : Fuselé d'argent et de gueules. |